# Planigale ingrami
Planigale ingrami (планігал Інгрема, або планігал довгохвостий) — вид родини сумчастих хижаків, що мешкає головним чином на півночі Австралії на потрісканих глинистих трав'янистих землях.

## Морфологічна характеристика
Це найменший із сучасних сумчастих. Довжина голови й тулуба від 55 до 65 мм, середня вага 4.3 грама. Голова сплющена, як у всіх планігалів. Мордочка загострена. Волосяний покрив сіро-коричневий з жовтими відтінками, а черево світліше. Хвіст довгий і голий. Центральні подушечки на лапах гладкі й не зазубрені. Задні кінцівки більші за передні. Статевий диморфізм відсутній.

## Спосіб життя
Ведуть нічний спосіб життя. Під час восьмимісячного сухого сезону на лугах цього регіону утворюються сухі глибокі тріщини в ґрунті. Довгохвості планігали використовують ці тріщини, щоб ховатися від хижаків і полювати на безхребетних та інших дрібних тварин. Вони також ховаються під пучками трави. Харчуються багатьма безхребетними, які часто близькі до їхнього розміру, включаючи личинок комах і дрібних хребетних тварин, таких як Leggadina з підродини мишевих. Це агресивні хижаки, які накидаються на свою жертву і часто кусають її кілька разів, щоб убити її. Вони полюють вночі, і їхній основний раціон складається з коників і цвіркунів. Хижаки для них є жаба Rhinella marina, кіт свійський та різні види змій. У дикій природі довгохвості планігали живуть до 1.3 року.
Розмножуються вони цілий рік, але переважно у вологий сезон. Самиці народжують від чотирьох до восьми малюків. Молодняк вигодовується до 90 днів, перші 6 тижнів з яких проводять у сумці матері. Після відлучення від годування діти самостійні.

## Етимологія
Вид названий на честь сера Вільяма Інгрема (англ. William Ingram, 1847–1924) — власника плантації какао в Тринідаді й аматорського орнітолога і колекціонера.

## Загрози та охорона
Здається, немає серйозних загроз для цього виду. Скотарство знижує чисельність цього виду. Коти негативно впливають на вид в деяких частинах ареалу. Живуть на багатьох природоохоронних територіях.